# Gamma Pavonis
Gamma Pavonis (γ Pav) – gwiazda w gwiazdozbiorze Pawia. Jest oddalona o około 30 lat świetlnych od Słońca.

## Charakterystyka
Jest to żółty karzeł typu widmowego F9 V o obserwowanej wielkości gwiazdowej równej +4,22m. Jej prędkość w ruchu względem centrum Galaktyki jest około trzy razy większa niż innych gwiazd w otoczeniu Słońca. Ma ona także niską metaliczność, zawiera zaledwie 1/5 słonecznej zawartości metali (w tym znaczeniu pierwiastków cięższych od helu). Te cechy wskazują, że jest przedstawicielką populacji tzw. starego dysku galaktycznego i powstała w środowisku uboższym w cięższe pierwiastki. Niska metaliczność może wiązać się z niewykryciem planet ani dysku pyłowego wokół tej gwiazdy.